# Breguet 460
Bréguet 460 Vultur — французский бомбардировщик 1930-х годов. Один из выпущенных самолётов применялся республиканцами во время Гражданской войны в Испании.

## История
В августе 1933 года французское Министерство авиации выдало спецификации на многоцелевой самолёт, способный выполнять функции как бомбардировщика, так и штурмовика в соответствии с модной тогда концепцией «воздушного крейсера» («multiplace de combat»). Созданный компанией Breguet Br.460 представлял собой двухмоторный низкоплан с двигателями Gnome-Rhône 14Kjrs, позаимствовавший хвостовое оперение у выпущенного малой серией Breguet 413. В процессе работы над проектом требования Министерства неоднократно изменялись, из-за чего в конструкцию самолёта неоднократно вносились изменения и первый прототип взлетел лишь в 1935 году. Скорость, показанная им на испытаниях оказалась меньше предписанных 400 км/ч, поэтому предпочтение было отдано проектам других компаний, таких как Amiot 340 и LeO 45. Однако эти самолёты были готовы лишь тремя годами позже.
Несмотря на постигшую прототип неудачу, работы над доводкой проекта продолжались, в конце 1936 года совершил свой первый полёт Br 462, получивший более обтекаемую носовую часть. Планировалось устанавливать на него двигатели Gnome-Rhône 14N-0/N-1, которые позволяли развивать скорость до 402 км/ч, но, поскольку на тот момент они были недоступны, самолёт получил те же G&R 14 Kirs/jrs, что и предшественники. Первый прототип Bre 462, выставлявшийся на 15-м Парижском авиасалоне был вместе с лицензией на его выпуск продан в Японию. Второй прототип поступил в испытательный центр авиационной техники CEMA. Дальнейшие работы по проекту были свёрнуты после 1937 года

## Применение
Начавшаяся в 1936 году в Испании гражданская война предоставила французскому авиапрому хорошую возможность избавиться от самолётов устаревших конструкций и испытать новые разработки. Вскоре прототипы Bréguet 460 оказались в республиканских ВВС. Одним из них был бомбардировщик с хвостовым оперением того же типа, которое позже будет применено на авиалайнере Br.470 Fulgur.
Точное количество и судьба Bréguet 460 Vultur в республиканских ВВС Испании неизвестны, что, впрочем, характерно для многих других типов самолётов, участвовавших в этом конфликте. Один из этих самолётов в конце войны базировался на аэродроме Сельра и принадлежал к ночной бомбардировочной группе № 11, в состав которой входили Vultur и два Bloch MB.210. Позже он разбился в море недалеко от Ла-Эскала, а экипаж погиб.
Из оставшихся во Франции, два Br.462 служили в авиации Виши, в боевых действиях не участвовали и были списаны в 1942 году.

## Модификации
Bre 460
Многоцелевой двухмоторный самолёт. Один прототип.
Bre 460 M5
Многоцелевой двухмоторный самолёт с моторами Gnome-Rhône 14Kdrs (1935). Один прототип.
Bre 460
Вариант с двухкилевым хвостовым оперением
Br 462 B4
Модернизация Bre 460. 3 самолёта

## Лётно-технические характеристики

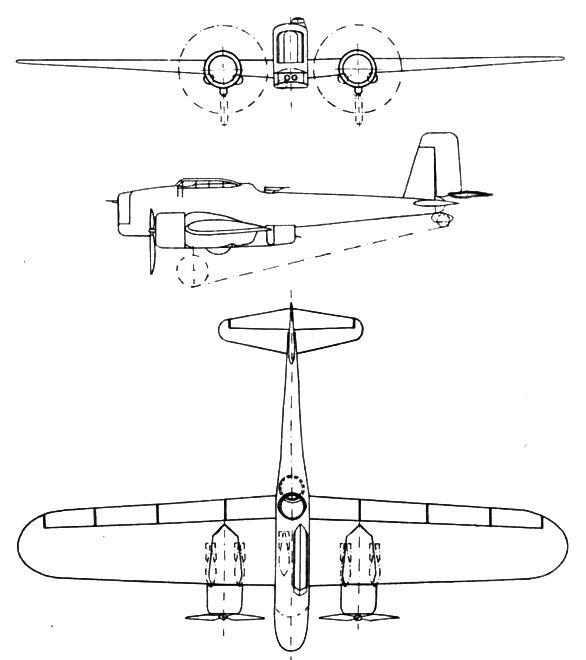
Схема Breguet 460 из журнала L'Aerophile за март 1936 года

Источник данных: GOT: Br.413

Технические характеристики
- Экипаж: 5
- Длина: 12,84 м
- Размах крыла: 20,58 м
- Высота: 4,10 м
- Площадь крыла: 60 м2
- Максимальная взлётная масса: 8 200 кг
- Силовая установка: 2 × воздушных Gnome-Rhône 14Kdrs (радиальный 14-цилиндровый)
- Мощность двигателей: 2 × 804 л.с. (2 × 600 кВт)

Лётные характеристики
- Максимальная скорость: 400 км/ч
- Практическая дальность: 2 000 км
- Практический потолок: 10 000 м

Вооружение
- Стрелково-пушечное: 1×20-мм носовая пушка Hispano-Suiza HS.404, 2 пулемёта
- Бомбы: 1076 кг

## Эксплуатанты

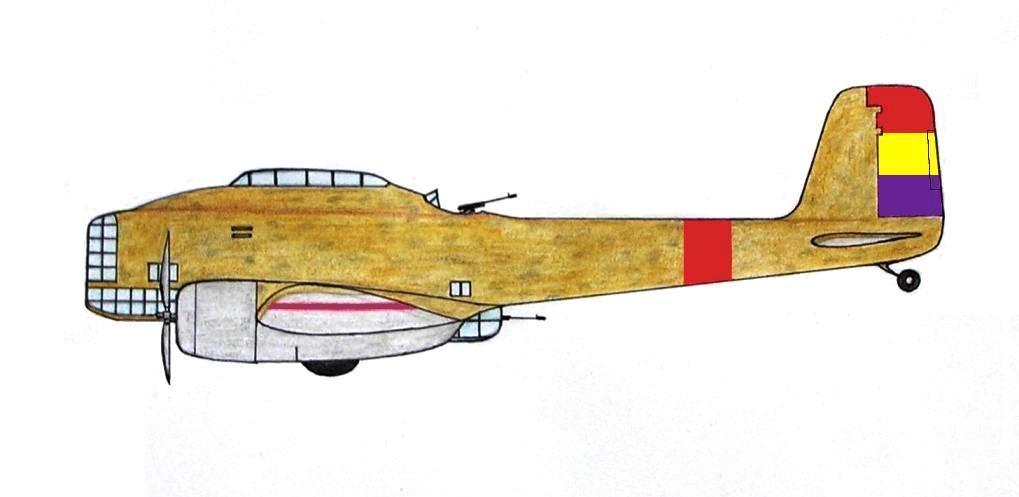
Breguet 460 Vultur в окраске ВВС республиканской Испании

Франция
- Armée de l'Air

 Республиканская Испания
- Испанская республиканская авиация